# Roadkill (Fernsehserie)
Roadkill ist eine britische politische Thrillerserie, die von David Hare geschrieben wurde. Am 18. Oktober 2020 wurde die vierteilige Serie erstmals auf BBC One ausgestrahlt.

## Inhalt
Die britische Mini-Serie handelt von einem ambitionierten und konservativen Politiker, Peter Laurence (Hugh Laurie), der sich eine glänzende Zukunft ausmalt und dann über seine eigenen Lügen und Intrigen zu stolpern droht: Der aalglatte Justizminister hat jüngst Korruptionsvorwürfe einer Journalistin abgewehrt und die junge Frau auf Verleumdung verklagt. Nach und nach kommen Geheimnisse wie eine uneheliche Tochter im Gefängnis und eine Affäre ans Licht. Daraufhin nimmt die Journalistin die Spur auf, um Laurence zu stürzen. 

### Episode 1
Peter Laurence hat einen Verleumdungsprozess gegen eine Zeitung gewonnen, die ihn der Korruption beschuldigte. Er wird jedoch auf den Boden der Tatsachen zurückgeholt, als er entdeckt, dass er möglicherweise eine Tochter hat, die im Gefängnis sitzt. Er muss sein Gesicht wahren, als die Premierministerin Dawn Ellison ihm verspricht, ihn in ein hohes Staatsamt zu befördern – unter der Bedingung, dass er keine Geheimnisse mehr hat. 

### Episode 2
Peter kündigt an, dass er das Gefängnissystem umkrempeln wird. In Shephill werden Rose und Steff vom Gefängnisdirektor befragt. Er will wissen, warum Peter zu Besuch war. Dieser ist wütend, als der Skandal mit Lily bekannt wird. Er zeigt sich mitleidlos, als sie zu ihm kommt. In Washington stellt Charmian Nachforschungen über Peters politische Vergangenheit an. Währenddessen taucht Lily in Hastings auf, um bei ihrer Mutter Helen zu wohnen. Sie erfährt von Peters Affäre. 

### Episode 3
Peter wird nach seinem Krankenhausaufenthalt von seiner Familie mit seiner Affäre konfrontiert. Auch seine älteste Tochter Susan, die er seit Jahren nicht mehr gesehen hat, ist dafür gekommen. Lily will wissen, ob die Affäre begann, als ihre Mutter Krebs hatte. Peter schockiert sie zusätzlich, indem er die Neuigkeiten über Rose enthüllt. Er hofft dennoch, weiterhin Helens Rückhalt zu haben. Derweil wird ein Komplott gegen die Premierministerin geschmiedet, und er erfährt, dass Charmian tot ist. 

### Episode 4
Dawns Amt steht auf der Kippe. Sie verlangt von Peter, öffentlich seine Unterstützung für sie zu bekunden. Stattdessen erzählt er in einem Fernsehinterview dramatisch von Rose. Er triumphiert, da sein mutiger Schritt bei der Bevölkerung gut ankommt. Doch wenn Peter politisch überleben will – er steht vor der Ernennung zum Premierminister –, braucht er Helens Unterstützung. Allerdings ist privat wieder einiges ins Wanken geraten. 

## Besetzung
| Rolle          | Schauspieler          |
| -------------- | --------------------- |
| Peter Laurence | Hugh Laurie           |
| Dawn Ellison   | Helen McCrory         |
| Julia Blythe   | Olivia Vinall         |
| Bryony Beckett | Jennifer Hennessy     |
| Duncan Knock   | Iain De Caestecker    |
| Rose Dietl     | Shalom Brune-Franklin |
| H.J. Keane     | Anna Francolini       |
| Sydney         | Emma Cunniffe         |
| Luke Strand    | Danny Ashok           |
| Lily Laurence  | Millie Brady          |

### Peter Laurence
Peter ist Politiker und begann seine Karriere als Möbelverkäufer in Croydon. Er baute sein Geschäft in ein Bürogebäude um und stieg in das Immobiliengeschäft ein. Nach einer Karriere im Immobilienbereich wechselte er in die Politik. Er ist Abgeordneter für Hastings und bekleidete Regierungsposten in den Ressorts Gesundheit und Verkehr. Als überzeugter Liberaler ist Peter selbstbewusst, forsch und eigennützig. Er heiratete Helen, als sie beide noch jung waren. Aus ihrer Ehe gingen zwei Töchter, Susan und Lily, hervor. Er hatte während ihrer Ehe zahlreiche Affären gehabt und hat derzeit eine Liaison mit Madeleine, einer Universitätsbibliothekarin.

### Dawn Ellison
Dawn ist Premierministerin und Vorsitzende der Konservativen Partei. Als traditionelle Tory-Führerin, die alle Mühe hat, an der Macht zu bleiben, beförderte Dawn Peter zunächst mit dem Ziel, diesen zu neutralisieren. Als Peter jedoch zunehmend an Macht gewinnt, müssen sie und ihre Sonderberaterin Julia alles daran setzen, Peters steigende Popularität zu bekämpfen.

### Duncan Knock
Duncan ist Peters Sonderberater. Er ist ehrgeizig und gleichzeitig zutiefst loyal. Er findet sich nicht immer in Peters unnachgiebigem Eifer wieder, gerät jedoch durch seine Entschlossenheit, Peters Probleme aus dem Weg zu räumen, in Schwierigkeiten. Deutlich problematischer ist hingegen seine Affäre mit Dawns Sonderberaterin Julia Blythe, in die er völlig vernarrt ist. Später wird er erfahren, dass er nur benutzt wird, um Peter zu untergraben.

### Charmian Pepper
Charmian ist Journalistin, jung und furchtlos. Die erst kürzlich wieder trockene Alkoholikerin geriet mit einem von ihr verfassten Artikel in unruhiges Fahrwasser, in dem sie Peter Laurence beschuldigte, korrupte Zahlungen für die Beratung amerikanischer Unternehmen beim Einstieg in den staatlichen Gesundheitsdienst entgegenzunehmen. Obwohl Peter seine Verleumdungsklage gegen sie gewonnen hat, ist sie wild entschlossen, ihn zu Fall zu bringen.

### Julia Blythe
Julia ist Dawns Sonderberaterin. Sie ist immer die klügste Person im Raum und die ehrgeizigste. Sie hält für Dawn die Augen und Ohren offen, und ihre heimliche Affäre mit Duncan verschafft ihr Einblicke in Peters Machenschaften. Sie widmet sich voll und ganz ihrer Arbeit, aber nicht unbedingt ihrer Chefin.

## Kritiken
„Der zweifach oscarnominierte Drehbuchautor und Dramatiker David Hare ist in Großbritannien als harter Vertreter linker Politik bekannt. Umso spannender ist, dass er sich in seinem vierteiligen Serienprojekt „Roadkill“ für die BBC mit den Gewissensbissen eines konservativen Top-Politikers auseinandersetzt.“

„Roadkill gelingt es, in der Vereinfachung und Überzeichnung etwas Wahres zu zeigen und gleichzeitig zu kritisieren. Es ist die Charakterstudie eines Populisten und der Zyniker, die ihn ermöglichen. Laurence scheint immer kurz vor dem Scheitern zu sein und kriegt es dann doch noch irgendwie hin. Auch das kommt bei den Wählern gut an, und vielleicht schafft es die Serie hier ganz souverän, einen neuen Politikertypus zu charakterisieren: den Populisten, der so tut, als wäre er keiner.“

„Lügen und lieben in Downing Street: „Roadkill“ erzählt klug von einer britischen Politikerkarriere in der Post-Brexit-Ära und bietet Kontrastprogramm zur aufgewühlten Nachrichtenlage.“